# Cinkov križ
Cinkov križ (auch Zinkenkreuz-Höhle) ist der Name einer Schachthöhle im Höhenzug Kočevski Rog in der Nähe von Podstenice, Gemeinde Dolenjske Toplice in der Unterkrain (Slowenien).

## Beschreibung
Südlich von Podstenice existieren mehrere Karsthöhlen und Schluchten. Eine davon ist die 185 m tiefe Schachthöhle Cinkov križ, benannt nach der Wüstung Cink (deutsch Zinken). 
Die Höhle liegt südöstlich der gleichnamigen Wegkreuzung. Ihr Hauptmerkmal ist ein 103 m tiefer, brunnenartiger Schacht, der über zwei Engen in einen weiteren 60 m tiefen Schacht übergeht. Es handelt sich um die tiefste Schachthöhle im Kočevski Rog.
In unmittelbarer Nähe befindet sich die Erinnerungsstätte Massengrab Doppelschachthöhle beim Kreuz von Cink. 